# Jacques d'Albon de Saint-André
Jacques Saint-Andre, francoski maršal, * 1505, † 1562.
1. ↑  Encyclopædia Britannica